# Liga Europea de la FIBA 1992-93
La trigésimo sexta edición de la Copa de Europa de Baloncesto, denominada desde el año anterior Liga Europea de la FIBA, fue ganada por el conjunto francés del Limoges, consiguiendo su primer título, derrotando en la final al Benetton Treviso italiano, disputándose la final four en el Estadio de la Paz y la Amistad de El Pireo.
El equipo defensor del título, el KK Partizan no le fue permitida su participación en esta edición debido a las sanciones impuestas a Yugoslavia en la Resolución 757 del Consejo de Seguridad de las Naciones Unidas.
En esta edición de la Copa de Europa el equipo vencedor fue acusado de realizar un anti-baloncesto, un baloncesto muy defensivo, y con posesiones de balón muy largas (por aquel entonces las posesiones eran de 30 segundos) y escasamente atractivo. En los dos partidos de la Final Four el Limoges CSP solo anotó 121 puntos. A este respecto, hubo un cruce de declaraciones entre Petar Skansi (Pallacanestro Treviso) y Božidar Maljković (Limoges CSP), que se enfrentaron en semifinales.

"Esta tarde ha muerto el basket. Ha sido el triunfo del antibaloncesto".
Petar Skansi

"Que mi amigo Skansi me deje a Kukoc y coja al jugador mío que quiera y ya veremos quién practica antibaloncesto. Lo único que hago es amoldarme al grupo humano que tengo".
Božidar Maljković

## Primera ronda
| Equipo 1            | Agr.    | Equipo 2             | Ida     | Vuelta |
| ------------------- | ------- | -------------------- | ------- | ------ |
| Partizani Tirana    | 133–232 | CSKA Sofia           | 75–107  | 58–125 |
| Dinamo Tbilisi      | 180–237 | Śląsk Wrocław        | 85–124  | 95–113 |
| Universitatea       | 146–188 | USK Praha            | 59–85   | 87–103 |
| ZTE Heraklith       | 154–185 | Budivelnyk           | 79–86   | 75–99  |
| Keflavik            | 191–256 | Bayer 04 Leverkusen  | 100–130 | 91–126 |
| Pezoporikos Larnaca | 130–211 | PAOK                 | 61–104  | 69–107 |
| Žalgiris            | 169–177 | Smelt Olimpija       | 80–74   | 89–103 |
| KK Kalev            | 153–154 | Guildford Kings      | 80–75   | 73–79  |
| Efes Pilsen         | 174–123 | Benetton Fribourg    | 91–59   | 83–64  |
| NMKY Helsinki       | 160–152 | Union SPI Basketball | 95–63   | 65–89  |
| CSKA Moscú          | 174–168 | Commodore Den Helder | 95–94   | 79–74  |
| Etzella             | 130–218 | Benfica              | 72–113  | 58–105 |
| Scania Södertälje   | 169–190 | Maes Pils            | 86–93   | 83–97  |

## Segunda ronda
| Equipo 1            | Agr.    | Equipo 2                | Ida     | Vuelta |
| ------------------- | ------- | ----------------------- | ------- | ------ |
| CSKA Sofia          | 151–200 | Real Madrid             | 73–103  | 78–97  |
| Śląsk Wrocław       | 154–195 | Scavolini Pesaro        | 72–91   | 82–104 |
| USK Praha           | 152–175 | Estudiantes Caja Postal | 84–99   | 68–76  |
| Budivelnyk          | 165–210 | Knorr Bologna           | 80–114  | 85–96  |
| Bayer 04 Leverkusen | 245–191 | ASK Brocēni             | 126–103 | 119–88 |
| Crvena zvezda       | 0–4*    | PAOK                    | 0–2     | 0–2    |
| Smelt Olimpija      | 166–176 | Olympiacos              | 85–88   | 81–88  |
| Guildford Kings     | 129–143 | Limoges                 | 72–72   | 57–71  |
| Efes Pilsen         | 120–131 | Pau-Orthez              | 65–67   | 55–64  |
| NMKY Helsinki       | 175–192 | Cibona                  | 87–83   | 88–109 |
| CSKA Moscú          | 173–174 | Zadar                   | 95–86   | 78–88  |
| Benfica             | 156–189 | Maccabi Elite           | 75–89   | 81–100 |
| Hapoel Tel Aviv     | 164–170 | Maes Pils               | 88–80   | 76–90  |

Clasificados automáticamente para la fase de grupos
- Partizan (defensor del título)**
- Joventut Marbella
- Benetton Treviso

## Fase de grupos
|  | Los cuatro primeros de cada grupo se clasifican para cuartos de final |

|    | Equipo            | Par. | G | P | PF  | PC   | Dif. |
| -- | ----------------- | ---- | - | - | --- | ---- | ---- |
| 1. | PAOK              | 12   | 8 | 4 | 879 | 839  | +40  |
| 2. | Limoges           | 12   | 7 | 5 | 816 | 757  | +59  |
| 3. | Scavolini Pesaro  | 12   | 7 | 5 | 887 | 877  | +10  |
| 4. | Knorr Bologna     | 12   | 6 | 6 | 938 | 893  | +45  |
| 5. | Joventut Marbella | 12   | 6 | 6 | 945 | 946  | -1   |
| 6. | Cibona            | 12   | 5 | 7 | 909 | 976  | -67  |
| 7. | Maccabi Elite     | 12   | 3 | 9 | 934 | 1020 | -86  |
| 8. | Partizan**        | 0    | 0 | 0 | 0   | 0    | 0    |

|    | Equipo                  | Par. | G  | P  | PF   | PC   | Dif. |
| -- | ----------------------- | ---- | -- | -- | ---- | ---- | ---- |
| 1. | Real Madrid             | 14   | 12 | 2  | 1181 | 1031 | +150 |
| 2. | Benetton Treviso        | 14   | 10 | 4  | 1127 | 1073 | +54  |
| 3. | Olympiacos              | 14   | 8  | 6  | 1057 | 1023 | +34  |
| 4. | Pau-Orthez              | 14   | 8  | 6  | 1113 | 1100 | +13  |
| 5. | Bayer 04 Leverkusen     | 14   | 8  | 6  | 1099 | 1105 | -6   |
| 6. | Zadar                   | 14   | 5  | 9  | 1096 | 1198 | -102 |
| 7. | Estudiantes Caja Postal | 14   | 4  | 10 | 1132 | 1131 | +1   |
| 8. | Maes Pils               | 14   | 1  | 13 | 1092 | 1236 | -144 |

## Cuartos de final
Los equipos mejor clasificados jugaban los partidos 2 y 3 en casa.
| Equipo 1         | Agr. | Equipo 2         | Ida    | Vuelta | 3er partido |
| ---------------- | ---- | ---------------- | ------ | ------ | ----------- |
| Pau-Orthez       | 0–2  | PAOK             | 86–103 | 65–81  |             |
| Olympiacos       | 1–2  | Limoges          | 70–67  | 53–59  | 58-60       |
| Knorr Bologna    | 0–2  | Real Madrid      | 56–76  | 58–79  |             |
| Scavolini Pesaro | 1–2  | Benetton Treviso | 94–92  | 94–101 | 58–77       |

## Final Four

### Semifinales
13 de abril, Estadio de la Paz y la Amistad, El Pireo
| Equipo 1    | Resultado | Equipo 2         |
| ----------- | --------- | ---------------- |
| Real Madrid | 52–62     | Limoges          |
| PAOK        | 77–79     | Benetton Treviso |

### Tercer y cuarto puesto
15 de abril, Estadio de la Paz y la Amistad, El Pireo
| Equipo 1    | Resultado | Equipo 2 |
| ----------- | --------- | -------- |
| Real Madrid | 70–76     | PAOK     |

### Final
| 15 de abril de 1993 | Limoges                                                     | 59–55                | Benetton Treviso                                                         | |  |
|                     | Parciales: 22-28, 37–27                                     |                      |                                                                          | |  |
|                     | Estadísticas Michael Young 18 Willie Reeden 10 Jure Zdovc 3 | Reporte Pts Reb Asts | Estadísticas 19 Terry Teagle 15 Stefano Rusconi 3 Marco Mian, Toni Kukoč | Pabellón: Estadio de la Paz y la Amistad, El Pireo Asistencia: 8.500 espectadores Árbitros: Wyeslaw Zych (POL), Iztok Rems (SLO) |  |

| Campeón de la Liga Europea de la FIBA 1992–93 |
| --------------------------------------------- |
| Limoges 1.er título                           |

### Clasificación final
|  | Equipo           |
|  | ---------------- |
|  | Limoges          |
|  | Benetton Treviso |
|  | PAOK             |
|  | Real Madrid      |